# Мусокий
Мусокий (греч. Μουσοκιος) — вождь дакийских славян (склавинов) в конце VI века.

## Биография
Главу союза нескольких славянских объединений Мусокия византийские историки Феофилакт Симокатта и следующий ему Феофан Исповедник наделяют титулом рикс. Предполагается, что центр его владений находился в районе реки Яломицы (между Карпатами и рекой Серетом).
В 593 году Мусокий потерпел поражение и был пленён византийским стратигом Приском, совершившим большой поход в земли придунайских славян. Незадолго до этого Приск разорил земли другого славянского вождя — Ардагаста.
Феофилакт Симокатта отмечает, что оба славянских правителя были в дружеских отношениях и после поражения Ардагаста от византийской армии Мусокий даже попытался оказать ему военную помощь. В плен он попал в результате предательства.
Имя славянского вождя, записанное в оригинале как Μουσοκιος, пытаются читать как Музок или Мусок.

## Комментарии
1. ↑  В византийской практике титулом рикс назывались правители варваров, обладающие всей полнотой гражданской и военной власти, а также имеющие в подчинении правителей более низкого уровня. Для Мусокия таким правителем мог быть Ардагаст[1].